# Niu Zhiyuan
Dans ce nom chinois, le nom de famille, Niu, précède le nom personnel.
Niu Zhiyuan (né le 13 décembre 1973 à Pékin) est un tireur sportif chinois.
Il remporte la médaille de bronze dans l'épreuve de la cible mobile 10 mètres aux Jeux olympiques d'été de 2000 à Sydney.